# イゴール・フリオ・ドス・サントス・デ・パウロ
イゴール・フリオ・ドス・サントス・デ・パウロ（Igor Julio dos Santos de Paulo, 1998年2月7日 - ）は、ブラジル・ボム・スセッソ出身のサッカー選手。ブライトン・アンド・ホーヴ・アルビオンFC所属。ポジションはDF。

## 経歴
2016年7月、オーストリアに渡り、レッドブル・ザルツブルクと契約を交わした。2018年7月2日、アウストリア・ウィーンに期限付き移籍した。
2019年6月26日、セリエAのS.P.A.L.と4年契約を結んだ。
2020年1月31日、ACFフィオレンティーナに買取義務付きの期限付き移籍をした。
2023年7月26日、ブライトン・アンド・ホーヴ・アルビオンFCと4年契約を結んだ。